# Eddie Floyd
Eddie Floyd Lee (Montgomery, Alabama, 25 juni 1937) is een Amerikaans soul/R&B-zanger, producer en songwriter. Zijn hoogtepunten waren in de jaren 60 en 70.

## De eerste periode en de Stax Records-periode
Floyd is geboren in Alabama, maar groeide op in Detroit, Michigan en was bekend met de muziekindustrie via zijn oom, Robert West, eigenaar van muzieklabel LuPine te Detroit. Bij dat label hadden de zangeressen Mary Wilson en Diana Ross en de toekomstige leden van The Ohio Players als achtergrondband een contract. Floyd richtte in 1955 de groep The Falcons op, waar Mack Rice ook lid van was. Later kwamen er wat wisselingen binnen de groep en werd Wilson Pickett een nieuw lid van de groep. De groep wordt gezien als de voorloper van The Four Tops en The Temptations. Wilson Pickett begon een solocarrière en 'The Falcons' werd ontbonden.
In 1965 tekende Floyd een contract bij Stax Records en begon als liedjesschrijver bij dit muzieklabel. Hij schreef de hit Comfort me voor Carla Thomas. Daarna ging hij liedjes schrijven voor Pickett samen met Steve Cropper. Cropper was gitarist bij de groep Booker T. & the M.G.'s van Stax Records. Pickett had een contract bij Atlantic Records. Dit label en Stax Records hadden nauwe banden samen. Jerry Wexler van Stax Records liet Pickett vanuit New York naar Memphis komen om samen te werken met Booker T. & the M.G.'s., ze hadden gezamenlijk meerdere hits waaronder Ninety-Nine and a Half (Won't Do) en 634-5789, mede geschreven door Cropper en Floyd.
In 1966 schreef Floyd samen met Cropper het liedje Knock on wood, wat eigenlijk bedoeld was voor Otis Redding, maar Jerry Wexler vond dat Floyd het zelf moest opnemen en dat gebeurde. Het werd een grote hit en is meerdere malen gecoverd door verschillende artiesten: van David Bowie tot Count Basie. Amii Stewart had er een wereldhit mee in 1979. Knock On Wood was het begin van de solocarrière van Floyd.
Floyd was een van de belangrijkste mensen voor Stax Records. Hij kreeg vele hits waaronder I Never Found a Girl (To Love Me Like You Do) en Raise Your Hand, wat later gecoverd werd door onder anderen Janis Joplin en Bruce Springsteen.
In 1967 begon Stax Records met de legendarische "Hit the Road STAX"-toer door Europa. Redding en Sam & Dave waren de hoofdacts, hoewel Floyd, de Mar-Keys en Booker T. & the M.G.'s ook mee waren op de toer. Op deze manier kreeg Floyd fans door heel Europa en zijn liedjes waren erg gewild. Alle sterren van Stax Records wilden de liedjes van Floyd zingen en uitbrengen, van Sam & Dave tot Solomon Burke, van Johnnie Taylor tot Albert King. Floyd bleek voor iedereen te kunnen schrijven. Jones en Floyd gingen samen liedjes schrijven. Een van die liedjes had als titel I Love You More Than Words Can Say, een hit van Redding.
Stax Records was een grote vriendenclub en toen Redding was gestorven schreef Floyd de hit Big Bird over Redding op de Londense luchthaven. Booker T. Jones (orgel), Steve Cropper (gitaar), en Donald "Duck" Dunn, (bass) speelden mee in het nummer.
De volgende single, I've Never Found a Girl (To Love Me Like You Do), werd geschreven door het duo samen met All Bell voor Al Jackson. Toen het nummer klaar was haalde het trio Jackson midden in de nacht uit zijn bed om het in de studio op te nemen. Jones bespeelde alle instrumenten, behalve de drums. En wederom werd het een hit: het kwam op #2 in de Engelse R&B hitlijst. Floyd zong daarna een nummer dat Redding ooit had gezongen: Bring It On Home To Me, dit kwam op #17 in de Billboard Hot 100.
Daarna verliet Jones Stax Records en verhuisde naar Californië, samen met zijn vrouw Priscella Coolidge (de zuster van Rita Coolidge). Floyd ging op visite bij het stel en Coolidge haalde Floyd van de luchthaven. De jurk die Coolidge aanhad gaf Floyd weer inspiratie tot een liedje en wederom was de samenwerking tussen Jones en Floyd briljant. Het liedje California Girl was het laatste nummer dat ze samen maakten. Stax Records ging failliet.
In 2003 werd hij opgenomen in de Alabama Music Hall of Fame.

## De periode na Stax Records
Floyd ging optreden met de Blues Brothers-band, Stax Records oudgedienden Cropper en Dunn deden ook mee. Floyd trad ook op samen met Bill Wyman ex- lid van de Rolling Stones. Ondertussen had Concord Records Stax Records overgenomen en heeft Floyd daar zijn laatste cd Eddie Loves You So in 2008 uitgebracht.

## Discografie

### Albums
| Album met eventuele hitnotering(en) in de Nederlandse Album Top 100 | Datum van verschijnen | Datum van binnenkomst | Hoogste positie | Aantal weken | Opmerkingen        |
| ------------------------------------------------------------------- | --------------------- | --------------------- | --------------- | ------------ | ------------------ |
| Knock on Wood                                                       | 1967                  | -                     |                 |              | Stax Records       |
| Looking Back                                                        | 1968                  | -                     |                 |              | Ember Records      |
| Never Found a Girl                                                  | 1969                  | -                     |                 |              | Stax Records       |
| Rare Stamps                                                         | 1969                  | -                     |                 |              | Stax Records       |
| You've Got to Have Eddie                                            | 1969                  | -                     |                 |              | Stax Records       |
| California Girl                                                     | 1970                  | -                     |                 |              | Stax Records       |
| Down to Earth                                                       | 1971                  | -                     |                 |              | Stax Records       |
| Baby Lay Your Head Down                                             | 1973                  | -                     |                 |              | Stax Records       |
| Soul Street                                                         | 1974                  | -                     |                 |              | Stax Records       |
| Experience                                                          | 1978                  | -                     |                 |              | Malaco Records     |
| Flashback                                                           | 1988                  | -                     |                 |              | Ichiban Records    |
| Gotta Make a Comeback                                               | 1999                  | -                     |                 |              | Plane Records      |
| To the Bone                                                         | 2002                  | -                     |                 |              | Rock House Records |
| Eddie Loves You So                                                  | 2008                  | -                     |                 |              | Stax Records       |

### Singles
| Single met eventuele hitnotering(en) in de Nederlandse Top 40 | Datum van verschijnen | Datum van binnenkomst | Hoogste positie | Aantal weken | Opmerkingen |
| ------------------------------------------------------------- | --------------------- | --------------------- | --------------- | ------------ | ----------- |
| Things Get Better                                             | 1967                  | 09-09-1967            | tip             | -            |             |
| Big Bird                                                      | 1968                  | 06-04-1969            | tip             | -            |             |

### NPO Radio 2 Top 2000
| Nummer met noteringen in de NPO Radio 2 Top 2000 | '99  | '00  |
| ------------------------------------------------ | ---- | ---- |
| Knock on Wood                                    | 1771 | 1970 |

1. ↑  Een vetgedrukt getal geeft de hoogste notering aan.
2. ↑  Deze tabel is bijgewerkt tot en met de laatste editie (2024).

- Biblioteca Nacional de España: XX929665
- Bibliothèque nationale de France: cb138939888 (data)
- Gemeinsame Normdatei: 134566610
- International Standard Name Identifier: 0000 0001 1878 768X
- Library of Congress Control Number: n95074769
- MusicBrainz: 484e8d72-ad54-43cf-bceb-283529ac2b62
- Nationale Bibliotheek van Tsjechië: js20051003014
- Nederlandse Thesaurus van Auteursnamen: 097718009
- Système universitaire de documentation: 082334366
- Virtual International Authority File: 84239216
- WorldCat: E39PBJcwyT4fy4GtM3FkCPDjG3